# Elżbieta Wojciechowska
Elżbieta Wojciechowska (ur. 22 czerwca 1933 w Wesołej, k. Otwocka, zm. 7 lutego 2017 w Gdyni) – polska aktorka teatralna, w latach 1959–1967 członek zespołu Teatru Rapsodycznego.

## Życiorys
W latach 1959–1967 Elżbieta Wojciechowska była członkiem zespołu Teatru Rapsodycznego. Przygotowała także adaptację ostatniego przedstawienia likwidowanego przez ówczesne władze teatru. 1 czerwca 1967, a więc blisko w miesiąc po odwołaniu, przez Ministra Kultury i Sztuki, Mieczysława Kotlarczyka ze stanowiska dyrektora teatru, odbyła się premiera przedstawienia „O krasnoludkach i sierotce Marysi”, podczas którego nastąpiło swoiste, symboliczne pożegnanie zespołu z publicznością. Aktor grający króla Błystka przemawiał do poddanych: „Drużyno moja wierna! [...] Kończy się dzień nam i robota nasza. Byliśmy pomocnikami światła. [...] A teraz musimy, pod ziemię...”. W latach 1972–1981 była twórcą i reżyserką „Teatru Lektora”, a później długoletnim kierownikiem Działu Naukowo-Oświatowego Muzeum Historycznego Miasta Krakowa.

## Role teatralne
W Teatrze Rapsodycznym:
- Witeź w tygrysiej skórze (epopeja gruzińska) reż. M. Kotlarczyk – Żona (chór)
- Przygody Dyla Sowizdrzała (epopeja flamadzka) reż. M. Kotlarczyk – Hafciareczka
- Dialogi miłości (Pierścień wielkiej damy, Kleopatra, Za kulisami – Tyrtej) oprac. sceniczne M. Kotlarczyk – Panienka z pensji oraz Eginea,
- Szopka krakowska [1960] (cz. III Wesołych Świąt) reż. M. Kotlarczyk – chórzystka, Wagant, Poczta oraz kolędnik,
- Legenda o Kraku i Wandzie (S. Wyspiański) oprac. sceniczne M. Kotlarczyk – Rusałka
- DZIADY. Poemat dramatyczny. Scen dwanaście (A. Mickiewicz) oprac. sceniczne M. Kotlarczyk – Dziecko, Chór aniołów,
- Orland szalony (włoska epopeja renesansowa) (L. Ariosto) reż. M. Kotlarczyk – Giermek
- Prawdziwa historia zdobycia Meksyku (Aztek Anonim) oprac. sceniczne M. Kotlarczyk – Chór dziewcząt azteckich,
- Rusłan i Ludmiła (Aleksander Puszkin) oprac. sceniczne M. Kotlarczyk – Niewolnica Czarnomora
- Kwiaty Polskie (Julian Tuwim) oprac. sceniczne M. Kotlarczyk – recytacje
- Kopernik (Sceny z czasów Renesansu) oprac. sceniczne M. Kotlarczyk – Cecylia Gallerani
- Sól attycka (Arystofanes: Osy, Acharniacy, Bojomira, Pokój) oprac. sceniczne M. Kotlarczyk – Koryntka, Urodzajka,
- Kalewala (epopeja fińska wg E. Lönnorota) oprac. sceniczne M. Kotlarczyk – Annikki, Służka
- Szopka krakowska [1964] reż. M. Kotlarczyk – Aniołek, Niewiastka, członek Cyganerii Krakowskiej, Poczta, kolędnik
- Boska komedia (Dante) oprac. sceniczne M. Kotlarczyk – Franczeska
- Pan Tadeusz (A. Mickiewicz) oprac. sceniczne M. Kotlarczyk – Narrator
- Lis sowizdrzał (J.W. Goethe) oprac. sceniczne M. Kotlarczyk – Świerszcz
- Królowa Marysieńka oprac. sceniczne M. Kotlarczyk – Anusia, Narratorka,
- Fortepian i pióro (Opowieść muzyczna o Chopinie) oprac. sceniczne M. Kotlarczyk – Ludwika
- Pinokio (Collodi) adaptacja E. Wojciechowska, oprac. sceniczne D. Jodłowska, Ł. Karelus-Malska – Pinokio lub Pulcinella (zamiennie z E. Barską)
- Faust (Goethe) oprac. sceniczne M. Kotlarczyk – Archanioł, Koczkodan
- Polonez Bogusławskiego oprac. sceniczne M. Kotlarczyk – chór I
- Eugeniusz Oniegin (Puszkin) oprac. sceniczne M. Kotlarczyk – Tatiana
- Ballada o Janosiku oprac. sceniczne M. Kotlarczyk – Góralka
- Kopciuszek adaptacja E. Wojciechowska, oprac. sceniczne D. Jodłowska, Ł. Karelus-Malska – Kopciuszek
- Akropolis (S. Wyspiański) oprac. sceniczne M. Kotlarczyk – Anioł, Chorus, Anioł snu Jakubowego, Chorus aniołów-muzykantów
- O pijanicy co królem był oprac. sceniczne M. Kotlarczyk – Chorus panien
- Odyseja (Homer) oprac. sceniczne M. Kotlarczyk – Kalipso
- O krasnoludkach i sierotce Marysi (M. Konopnicka) oprac. E. Wojciechowska, D. Jodłowska – Poetka

## Odznaczenia
W 2007 została odznaczona Srebrnym Medalem „Zasłużony Kulturze Gloria Artis”.